# ساون (فیلم)
ساون یک فیلم به کارگردانی فرحان عالم است که در سال ۱۴۹۷ منتشر شد.